# 小赤壁

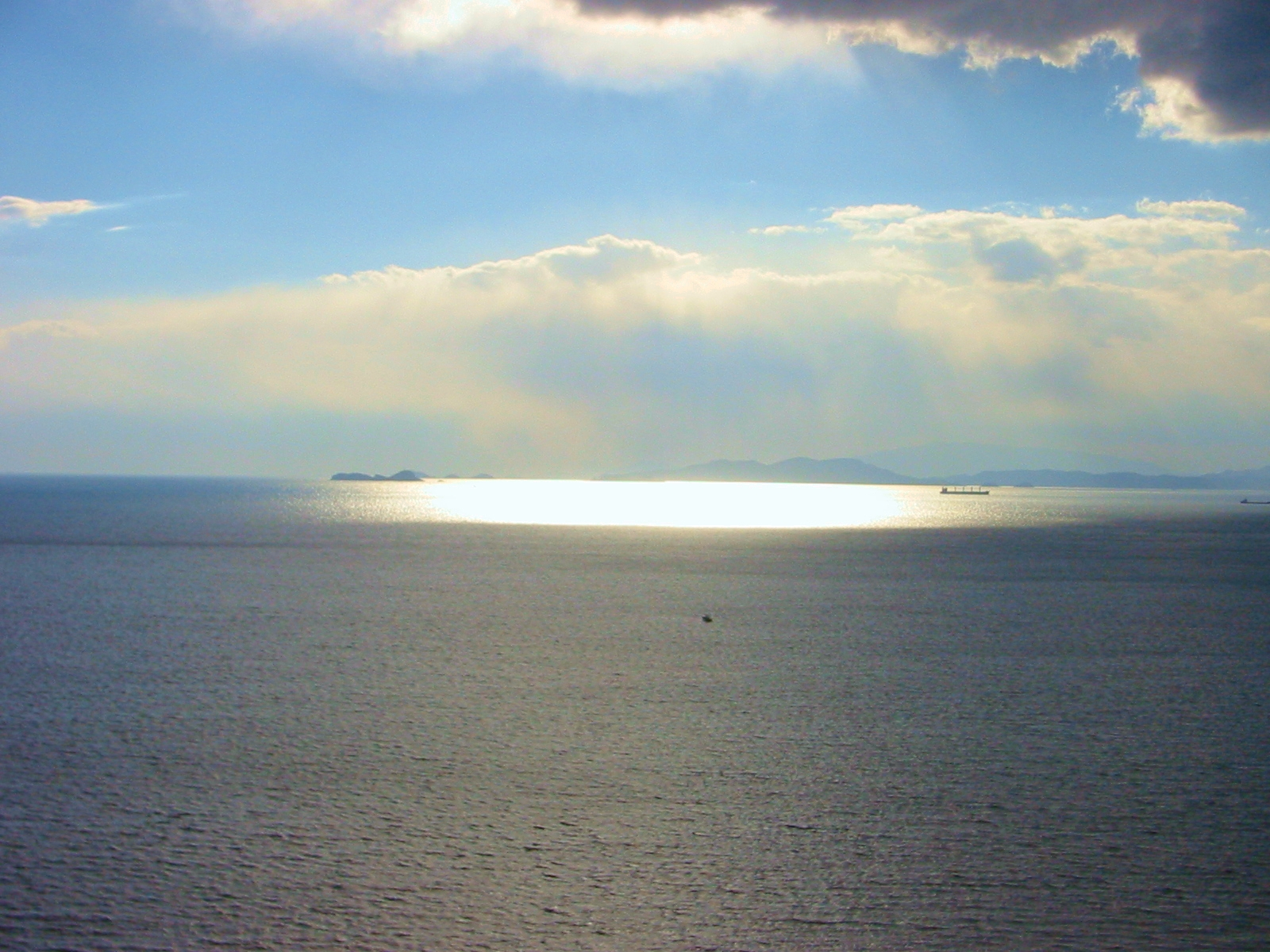
小赤壁崖上から家島方面を望む

小赤壁（しょうせきへき）は、兵庫県姫路市木場の瀬戸内海木場港から海岸沿いに燈籠地山・姫御前山を経て東へ連なる高さ50m、長さ約1kmの絶壁。流紋岩からなる景勝地として、小赤壁公園になっている。
1979年（昭和54年）、ノジギクや桜の名所として知られる木庭山を含めた磯周辺と共に、姫路市の緑の十景のひとつに制定された。「小赤壁」の名は、1825年に頼山陽がこの地に訪れた際、月夜に船を浮かべ風光を楽しんだ。その際に中国の赤壁に似ているとして命名したことによる。

## アクセス
- 最寄り駅
  - 八家駅・的形駅（山陽電鉄）
- バス
  - 姫路駅南口から神姫バス93系統乗車、「木庭山公園口」下車
- 一般道
  - 国道250号

## 小赤壁公園施設
- 木庭神社